# Katja Gentinetta
Katja Gentinetta (* 1968 in Brig) ist eine Schweizer politische Philosophin, Autorin und Fernsehmoderatorin.

## Leben
Gentinetta ist aufgewachsen im Wallis. Nach der Matura Typus B 1988 studierte sie von 1989 bis 1993 Germanistik, Geschichte und Philosophie an der Universität Zürich und der École des Hautes Études en Sciences Sociales in Paris und erlangte 1995 das Lizenziat in Germanistik. Von 1995 bis 1997 absolvierte sie das «European Executive Program for Arts & Media» am International Centre for Culture and Management in Salzburg. 2001 promovierte sie bei Georg Kohler an der Universität Zürich in politischer Philosophie zum Thema «Toleranz ohne Grenzen? Globale Realitäten und die politische Kultur der Schweiz».  2006 absolvierte sie das Programm «Senior Managers in Government» der Harvard Kennedy School.
Von 1996 bis 1999 leitete Gentinetta das Forum Schlossplatz in Aarau. Von 1999 bis 2002 war sie Projektleiterin des Auftritts des Kantons Aargau an der Expo.02. Anschliessend war sie bis 2006 Chefin für Strategie und Aussenbeziehungen bei der Staatskanzlei des Kantons Aargau. Von 2006 bis 2011 war sie stellvertretende Direktorin der Denkfabrik Avenir Suisse.
Von März 2011 bis 2014 war Gentinetta Gesprächsleiterin der wöchentlichen Diskussionsrunde Sternstunde Philosophie des Schweizer Fernsehens. Seit Oktober 2016 moderiert Gentinetta zusammen mit Eric Gujer die Sendung NZZ Standpunkte. Seit November 2018 verfasst sie Beiträge für die Kolumne «Geld & Geist» in der NZZ am Sonntag. Zudem lehrt sie an der Universität Zürich und der Universität Luzern und ist Lehrbeauftragte für Public Affairs an der Universität St. Gallen.
Katja Gentinetta ist verheiratet und wohnt in Lenzburg.

## Werke
- 2002: Toleranz ohne Grenzen? Globale Realitäten und die politische Kultur der Schweiz. Haupt, Bern/Stuttgart/Wien 2002, ISBN 3-258-06449-0.
- 2007: Die IV: Eine Krankengeschichte (mit Monika Bütler, hrsg. von Avenir Suisse). NZZ Libro, Zürich, ISBN 978-3-03823-385-5.
- 2009: Die AHV: Eine Vorsorge mit Alterungsblindheit (mit Christina Zenker, Avenir Suisse). Neue Zürcher Zeitung, Zürich 2009, ISBN 978-3-03823-558-3.
- 2009: Abschied von der Gerechtigkeit: Für eine Neujustierung von Freiheit und Gleichheit im Zeichen der Krise (hrsg. mit Karen Horn), Neue Zürcher Zeitung, Zürich, ISBN 978-3-89981-216-9.
- 2010: Souveränität im Härtetest (hrsg. mit Georg Kohler und Avenir Suisse). Neue Zürcher Zeitung, Zürich, ISBN 978-3-03823-649-8.
- 2016: Haben Unternehmen eine Heimat? (hrsg. mit Heike Scholten). NZZ Libro, Zürich, ISBN 978-3-03810-104-8.
- 2017: Worum es im Kern geht. NZZ Libro, Zürich, ISBN 978-3-03810-277-9.
- 2022: Wachstum (mit Niko Paech und Lea Mara Eßer). Westend, Frankfurt/Main, ISBN 978-3-86489-350-6.